# Аншан (Персия)
 Тази статия е за столицата на Елам.  За градът в Китай вижте Аншан (Китай).  
Аншан (модерен Тал-и Малиан, северозападно от Шираз, в провинция Фарс (остан) в Планините Загрос, югозападен Иран) е била една от ранните столици на Елам от 3 хилядолетие пр.н.е.